# Хагги Вагги
Хагги Вагги (англ. Huggy Wuggy; от англ. to hug — «обнимать») — персонаж хоррор-игры Poppy Playtime, вышедшей в октябре 2021 года. Вскоре после выхода игры Хагги Вагги превратился в популярный мем, а игрушки с этим персонажем стали пользоваться огромным спросом.

## История
Хагги Вагги является антагонистом хоррор-игры Poppy Playtime. Это антропоморфное существо, которое имеет синий мех, треугольную голову и огромную улыбку с несколькими рядами острых зубов. Изначально он был доброжелательным, но из-за аварии на фабрике стал охотиться на главного героя.
Впервые игрок встречает Хагги Вагги в центре комнаты, когда тот отпирает дверь в вестибюль. Гуманоидное существо начинает гнаться за главным героем после того, как он восстанавливает питание панели управления. Хагги Вагги загоняет игрока в тупик, и главный герой ломает конвейер, из-за чего антагонист падает с обрыва.

## В культуре
Хагги Вагги стал персонажем мемов. Самый популярный появился благодаря ютуберу Скорти. Он играл в модификации, позволяющие добавить в игру GTA V модель Хагги Вагги. Один из них был сожжён, на что Скорти сказал: «У нас пропал синий Хагги Вагги».
В конце декабря 2022 года российские интернет-магазины сняли с продажи популярные игрушки Хагги Вагги после того, как Роскачество сообщило о многочисленных нарушениях, связанных с безопасностью изделий, в частности, почти все «Хагги-Вагги» имели превышающее норму содержание фенола.

## Оценки
В The Village Хагги Вагги назвали «любимым монстром зумеров и главным мемом в TikTok». В Medialeaks считают, что он «превратился из кровожадного монстра в обаятельного героя».